# On Call
"On Call" é uma canção da banda de rock americana chamada Kings of Leon que está em seu terceiro álbum de estúdio intitulado Because of the Times. A canção virou o primeiro single deste disco em 26 de março de 2007 no Reino Unido. Está disponivel no iTunes Store desde 6 de fevereiro.

## Faixas
| 7" vinil e CD single |                  |         |  |
| N.º                  | Título           | Duração |  |
| 1.                   | "On Call"        | 3:23    |  |
| 2.                   | "My Third House" | 3:56    |  |

## Tabelas
| Paradas (2007)                                | Melhor posição |
| --------------------------------------------- | -------------- |
| Bélgica (Ultratip Bubbling Under de Flandres) | 4              |
| Irlanda (IRMA)                                | 28             |
| Nova Zelândia (Recorded Music NZ)             | 26             |
| Escócia (Scottish Singles Chart)              | 8              |
| Reino Unido (UK Singles Chart)                | 18             |

## Outras aparições
- The Saturday Sessions: The Dermot O'Leary Show (2007), é uma compilação da BBC Radio 2, gravação de músicas populares.[6]